# Josip Belušić
Josip Belušić, född 12 mars 1847 i Županići, Labin, Kroatien, Kejsardömet Österrike, död 8 januari 1905 i Trieste, Österrike-Ungern, var en kroatisk uppfinnare. Han är känd för att uppfinna hastighetsmätaren.
Han föddes i Županići, nära Labin. Han studerade i Wien. Belušić var professor i Koper och Trieste. Han patenterade sin hastighetsmätare 1888 och presenterade den vid Världsutställningen 1889 i Paris.